# Station Nishioji
Station Nishiōji (西大路駅, Nishiōji-eki) is een spoorwegstation in de wijk Minami-ku in de Japanse stad  Kyoto. Het wordt aangedaan door de JR Kioto-lijn. Het station heeft vier sporen, waarvan twee passeersporen. 

## Treindienst

### JR West
| 1 | ■ Doorgaande treinen |                                         |
| 2 | ■ JR Kioto-lijn      | richting Osaka, Shin-Osaka en Sannomiya |
| 3 | ■ JR Kioto-lijn      | richting Kioto en Kusatsu               |
| 4 | ■ Doorgaande treinen |                                         |

## Geschiedenis
Het station werd in 1938 geopend.

## Overig openbaar vervoer
Bussen 13, 43, 202 en 208

## Stationsomgeving
Het station ligt in een voornamelijk industrieel gebied.
- Hoofdkantoor van Wacoal
- Hoofdkantoor van Volks
- Hoofdkantoor van GS Yuasa
- Hoofdkantoor van Nippon Shinyaku
- Hoofdkantoor van Horiba
- Nishitakasegawa-rivier
- Circle-K
- FamilyMart
- Kyōtotakeda-ziekenhuis

(Biwako-lijn<<) · Kyoto · Nishiōji · Katsuragawa · Mukōmachi · Nagaokakyō · Yamazaki · Shimamoto · Takatsuki · Settsu-Tonda · Ibaraki · Senrioka · Kishibe · Suita · Higashi-Yodogawa ·  Shin-Ōsaka · Ōsaka · (>>JR Kōbe-lijn) 